# Конвенто Праљија (Падова)
Конвенто Праљија је насеље у Италији у округу Падова, региону Венето.
Према процени из 2011. у насељу је живело 40 становника. Насеље се налази на надморској висини од 19 м.